# Delta3D
Delta3D — це широко використовуваний рушій гри з відкритим кодом. Delta3D являє собою повнофункціональний ігровий рушій, який підходить для широкого спектра застосувань, включаючи навчальні цілі, візуальне моделювання, створення проектів виробничої і розважальної сфер діяльності. Надає такі можливості: архітектура високого рівня (HLA), підтримка великих масштабів місцевості. Застосовується при написанні ігор, в графічному моделюванні, або в інших графічних програмах. Об'єднує в собі такі відомі проекти з відкритим кодом, як OpenSceneGraph, Open Dynamics Engine, Character Animation Library і OpenAL. Надає кінцевому користувачеві доступ до низькорівневої функціональності. Для візуалізації використовується OpenGL. Підтримується імпорт 3ds, obj, jpg, gif файлів.

## Бібліотеки
- Boost
- Bullet
- Cal3D
- CEGUI
- CppUnit
- expat (optional)
- FreeType
- Game Networking Engine (GNE)
- GDAL
- HawkNL
- libpng
- OpenAL Utility Toolkit (ALUT)
- Open Distributed Interactive Simulation (DIS)
- Open Dynamics Engine (ODE)
- OpenGL
- OpenSceneGraph (OSG)
- Physics Abstraction Layer (PAL)
- PLIB
- Perl Compatible Regular Expressions (PCRE)
- Xerces
- Zlib